# (2139) Makharadze
(2139) Makharadze (1970 MC) – planetoida z pasa głównego asteroid okrążająca Słońce w ciągu 3,86 lat w średniej odległości 2,46 au. Odkryta 30 czerwca 1970 roku.